# Моррасо (комарка)
Моррасо (исп. El Morrazo,  галис. O Morrazo)  — район (комарка) в Испании, входит в провинцию Понтеведра в составе автономного сообщества Галисия.

## Муниципалитеты
1. Буэу
2. Кангас
3. Марин (Понтеведра)
4. Моания